# Episodi di Ninja Collection (prima stagione)
La prima stagione dell'anime Ninja Collection, composta da 13 episodi, è andata in onda su TV Tokyo dal 5 luglio al 19 ottobre 2020.

## Lista episodi
| Nº | Titolo italiano (tradotto) Giapponese 「Kanji」 - Rōmaji         | In onda           | In onda |
| Nº | Titolo italiano (tradotto) Giapponese 「Kanji」 - Rōmaji         | Giapponese        |         |
| 1  | Fumo 「煙」 - Kemuri                                             | 5 luglio 2020     |         |
| 2  | Sguardo inquietante 「嫌な視線」 - Iya na shisen                 | 12 luglio 2020    |         |
| 3  | Piscina in notturna 「ナイトプール」 - Naito pūru                | 19 luglio 2020    |         |
| 4  | Parrucchiere 「美容師」 - Biyōshi                                | 26 luglio 2020    |         |
| 5  | Macchia 「シミ」 - Shimi                                         | 2 agosto 2020     |         |
| 6  | Ombrino e wooshwoosh 「ゆらゆらとシュシュ」 - Yurayura to shushu | 9 agosto 2020     |         |
| 7  | Gufo 「フクロウ」 - Fukurō                                       | 16 agosto 2020    |         |
| 8  | Attesa 「待ち人」 - Machibito                                    | 23 agosto 2020    |         |
| 9  | Condizioni critiche 「危篤」 - Kitoku                            | 30 agosto 2020    |         |
| 10 | Amnesia 「忘失」 - Bōshitsu                                      | 13 settembre 2020 |         |
| 11 | La superficie dell'acqua 「水面」 - Suimen                       | 20 settembre 2020 |         |
| 12 | Sete 「渇望」 - Katsubō                                          | 12 ottobre 2020   |         |
| 13 | Gioco della matassa 「あやとり」 - Ayatori                       | 19 ottobre 2020   |         |